# Francis Scott, 2:e hertig av Buccleuch
Francis Scott, 2:e hertig av Buccleuch, född 1694 död 1751, var en brittisk politiker; parlamentsledamot från 1734. 
Han var son till James Scott, earl av Dalkeith (1674-1704) och lady Henrietta Hyde, sonson till James Scott, 1:e hertig av Monmouth och Anne Scott, 1:a hertiginna av Buccleuch. 
Gift 1:o 1720 med lady Jane Douglas (1701-1729) , dotter till James Douglas, 2:e hertig av Queensberry. Gift 2:o med Alice Powell (d. 1765). 
Enligt samtida: a man of mean understanding and meaner habits[källa behövs] och efter hans första frus död:  ....lived so entirely with the lowest company, that his person was scarcely known to his equals, and his character fell into utter contempt.[källa behövs]
Titeln hertig av Buccleuch ärvdes av sonsonen Henry Scott, 3:e hertig av Buccleuch.

## Barn
- Francis Scott, earl av Dalkeith (1720-1750)